# Правителство на Богдан Филов 2
Второто правителство на Богдан Филов е петдесет и девето правителство на Царство България, назначено с Указ № 8 от 11 април 1942 г. на цар Борис III. Управлява страната до 14 септември 1943 г., след което е наследено от правителството на Добри Божилов.

## Политика
Второто правителство на Богдан Филов идва на власт в периода на бързи промени на международната обстановка и засилващата се вътрешнополитическа криза. След първоначалните главозамайващи успехи германците претърпяват поражение в битката за Москва. Развенчан е митът за непобедимостта на Третия райх. Огромните загуби при настъплението, кошмарната руска зима и включването на САЩ в антифашистката коалиция понижават бойния дух на германската армия и нейните съюзници. Създават се реални военни и икономически предпоставки Оста да загуби войната.

### 1942 – 1943
Опасността от нова национална катастрофа води до засилване на съпротивителното движение в България. Нараства броят на бойните групи и партизанските отряди. На 17 юли 1942 г. нелегалната радиостанция „Христо Ботев“ оповестява от Москва програмата на съпротивителното движение – въоръжена борба срещу правителството и германските войски, изтегляне на Окупационния корпус от Гърция и Сърбия, спиране на икономическата помощ и прекъсване на съюза с Нацистка Германия, недопускане българските войски да участват във военните действия, разпускане на профашистките организации и сътрудничество с антифашисткия блок. Програмата е изготвена от Георги Димитров и има за цел обединяване на опозицията под ръководството на Комунистическата партия. Въпреки усилията на комунистите, по-голямата част от враждебно настроените към режима политически партии и групировки продължават да водят борба срещу него с легални средства. Национален комитет на ОФ е образуван едва през август 1943 г., когато след разгрома на Германия при Сталинград и Курск (вж. Битка за Сталинград и Битка при Курск) става ясно, че Тройният съюз ще загуби войната. В комитета на БРП (к.) влизат представители на БЗНС „Падне“, политическият кръг „Звено“, БРСДП и независими интелектуалци.
От началото на 1942 г. българската икономика изпитва огромни затруднения. Липсват суровини и резервни части, големи са разходите за издръжката на разположените в България германски войски. Увеличава се броят на саботажните действия. Кабинетът е принуден да ограничи потреблението на населението и да предприеме решителни мерки срещу въоръжената съпротива. На 26 юли същата година е екзекутирано част от ръководството на ЦК на БРП (к.). Между разстреляните е и поетът Никола Вапцаров. В германски концентрационни лагери са изпратени 11 343 евреи от Западна Тракия и Македония.
Евреите от „старите предели на България“ (50 хиляди души) са въдворени в провинцията. Под претекст, че са необходими на българската държава за работа в трудови части, прокарващи нови пътища и железопътна линия, цар Борис III отхвърля искането на Хитлер те да бъдат депортирани и убити в концентрационни лагери. Царството е единственият сателит на фашистите, в който обществеността (включително и част от управляващите среди) се застъпва и успява да запази от унищожение по-голямата част от евреите си.

### 1943 – 1944
През лятото на 1943 г. натискът на Германия върху България за включването на армията ѝ във военните действия на Източния фронт се засилва. В средата на август царят заминава за Берлин за поредната си среща с фюрера. Няколко дни след завръщането си в България монархът се разболява тежко и на 28 август 1943 г. умира. Официалното становище на лекарите е естествена смърт, но бързата му кончина създава и съмнения, че може би царят е отровен. От смъртта му могат да извлекат полза както германците (монархът до последно поддържа позицията за неутралитет по руско-немския конфликт), така и руснаците. Това е единствената политическа фигура на България, имаща необходимия международен авторитет да се противопостави на евентуална съветска агресия срещу България. След смъртта на княза Англия, САЩ и Франция предоставят съдбата на отечеството на България в ръцете на руснаците (чрез решение, взето на конференции на водачите на Антифашистката коалиция от 1943 – 1945 г.). На 9 септември през същата година за регенти на Царство България Народното събрание избира брата на починалия монарх принц Кирил, генерал Никола Михов и професор Богдан Филов, а за възкачване на малолетния български цар Симеон II на престола е определена датата 16 юни 1944 г.

## Съставяне
Кабинет, оглавен от Богдан Филов, е образуван от политически дейци, произлизащи от дворцовите среди и провеждащи политиката на царя.

### Кабинет
Сформира се от следните 10 министри:
| министерство                                | име | име               | партия     |
| ------------------------------------------- | --- | ----------------- | ---------- |
| председател на Министерския съвет           |     | Богдан Филов      | безпартиен |
| вътрешни работи и народно здраве            |     | Петър Габровски   | безпартиен |
| външни работи и изповедания                 |     | Богдан Филов      | безпартиен |
| народно просвещение                         |     | Борис Йоцов       | безпартиен |
| финанси                                     |     | Добри Божилов     | безпартиен |
| правосъдие                                  |     | Константин Партов | безпартиен |
| война                                       |     | Никола Михов      | военен     |
| търговия, промишленост и труд               |     | Никола Захариев   | безпартиен |
| земеделие и държавни имоти                  |     | Христо Петров     | безпартиен |
| обществени сгради, пътища и благоустройство |     | Димитър Василев   | безпартиен |
| железници, пощи и телеграфи                 |     | Васил Радославов  | безпартиен |

В краткия си период на водене не са правени промени.